# Rod Streater
Rod William Streater (Burlington, 9 febbraio 1988) è un giocatore di football americano statunitense che gioca nel ruolo di wide receiver per i Kansas City Chiefs della National Football League (NFL). Al college giocò a football alla Temple University.

## Carriera professionistica

### Oakland Raiders
Streater firmò il 10 maggio 2012 un contratto di 3 anni per 1,44 milioni di dollari, inclusi 10.000$ di bonus alla firma con gli Oakland Raiders, dopo non esser stato scelto nel draft NFL 2012. Debuttò come professionista contro i San Diego Chargers il 10 settembre realizzando il suo primo touchdown su ricezione in carriera. Nella stessa partita nella metà campo avversaria subì e perse il suo primo fumble. Contro i Tampa Bay Buccaneers realizzò il suo secondo TD stagionale su una ricezione di 25 yard. Il 2 dicembre contro i Cleveland Browns realizzò il suo terzo TD su una ricezione di 64 yard. Il 6 contro i Denver Broncos, disputò la prima gara da 100 yard ricevute in carriera. A fine stagione si classificò quarto tra i Raiders per yard su ricezione: 584. Chiuse giocando 16 partite di cui 2 da titolare, 39 ricezioni per 584 yard con 3 TD.
L'8 settembre 2013, nella prima partita della stagione contro gli Indianapolis Colts, Streater stabilì un nuovo primato personale con 5 ricezioni, per un totale di 70 yard. Nella settimana successiva contro i Jacksonville Jaguars recuperò un importante onside kick nel 4º quarto. Nella settimana 5 contro i San Diego Chargers segnò il suo primo touchdown stagionale su una ricezione da 44 yard. Nella settimana 11 contro gli Houston Texans fece il suo secondo TD stagionale su una ricezione da 16 yard. Nella settimana 12 contro i Tennessee Titans subì e perse il suo secondo fumble in carriera. Nella settimana 14 contro i New York Jets fece un TD su 48 yard di ricezione. Nella settimana 17 contro i Denver Broncos realizzò il suo 4º TD stagionale. Chiuse la stagione giocando 16 partite di cui 14 da titolare, 60 ricezioni per 888 yard con 4 TD.
Nella prima gara della stagione 2014, Streater andò subito a segno su passaggio del nuovo quarterback Derek Carr ma la sua squadra fu sconfitta dai Jets.

### Kansas City Chiefs
Il 12 marzo 2016, Streater firmò con i Kansas City Chiefs.

## Statistiche
| Partite totali         | 32    |
| Partite da titolare    | 16    |
| Yard su ricezione      | 1.472 |
| Touchdown su ricezione | 7     |

Statistiche aggiornate alla stagione 2013